# TVB兒童節
TVB兒童節是香港無綫電視（TVB）自1992年開始至2010年期間舉辦的暑期兒童活動，讓學生能放一個充實的暑假。
TVB兒童節每年由兒童節目組主持、兒童大使及應屆香港小姐負責活動主持工作，活動內容包括夏令營、環保活動、繪畫比賽、參觀活動等，暑假期間更會播放大量的动画、適合兒童觀看的電影及英語電影，而每年8月最後一個星期日（2003、2005-2007及2009年是星期六）也會舉行《兒歌金曲頒獎典禮》以表揚過去一年的兒歌作品。2011年夏季，原定20週年的TVB兒童節未有舉辦，換句話說2010年已是最後一屆。而2012年開始的TVB暑假活動改以Amazing Summer取代本活動。

## TVB兒童節的各屆資料

### 第1屆（1992年）
無綫銀禧兒童節

主題：向兒童宣揚不同的訊息，例如保護環境、關心別人、愛護家人等，建立正確的人生觀。

兒童大使：陳松齡、郭富城

### 第2屆（1993年）
TVB兒童節

主題：以親子間的「溝通」及「關懷」作主題。

兒童大使：陳松齡、「關森仁」、「卡通大使 - 綠化寶寶」

### 第3屆（1994年）
TVB兒童節

主題：家添社會心　童心獻關心

兒童大使：鄭嘉穎、魯文傑、姚安娜

### 第4屆（1995年）
TVB兒童節1995

主題：增加兩代溝通

口號：爸爸媽媽陪我放暑假

兒童節大使：黎明、吳家樂、鄺文珣

大會主題曲：明日世界更漂亮（主唱：黎明）

### 第5屆（1996年）
TVB兒童節

主題：爸爸媽媽陪我放暑假

兒童節大使：吳家樂、鄺文珣、劉愷威

### 第6屆（1997年）
TVB兒童節

主題：童聲童戲看世界

兒童大使：李珊珊、蔡子健

### 第7屆（1998年）
TVB兒童節1998

主題：爸爸媽媽同我friend

TVB兒童節大使：陳浩民、李珊珊

### 第8屆（1999年）
TVB兒童節1999

主題：引出趣未來

TVB兒童節大使：蔡子健、鄺文珣、元華、蓋世寶

### 第9屆（2000年）
TVB兒童節2000

主題：親親趣未來

TVB兒童節大使：黃日華、原子鏸、蓋世寶、林峰

### 第10屆（2001年）
TVB兒童節2001

主題：

TVB兒童節大使：薛家燕、洪天明、陳鍵鋒、唐韋琪、方力申

### 第11屆（2002年）
TVB兒童節2002

主題：

TVB兒童節大使：薛家燕、李浩林、黃安琪、麥長青、李晉緯

### 第12屆（2003年）
TVB兒童節2003

主題：開心放暑假

TVB兒童節大使：蕭正楠、文頌嫻、安德尊、李天翔、陳思齊

### 第13屆（2004年）
TVB兒童節2004

主題：開開心心放暑假

TVB兒童節大使：郭晉安、楊思琦、林曉峰、張國洪

### 第14屆（2005年）
TVB兒童節2005

主題：開心愛地球

TVB兒童節大使：吳卓羲、莫凱謙、林曉峰、康子妮、陳敏之、劉家聰

大會主題曲：地球小博士 - 王菀之

### 第15屆（2006年）
TVB兒童節2006

主題：開心東遊記

TVB兒童節大使：馬浚偉、湯盈盈、司徒瑞祈、沈卓盈、王樹熹

### 第16屆（2007年）
TVB兒童節2007

主題：跑跑跳跳放暑假

TVB兒童節大使：鄧上文、周家蔚、王貽興、曾華倩、彭冠期

### 第17屆（2008年）
TVB兒童節2008

主題：開心Ja Jumbo（開心尋珍寶）

TVB兒童節大使：商天娥、謝安琪、I Love U Boyz

### 第18屆（2009年）
TVB兒童節2009

主題：小強人大力量 

TVB兒童節大使：古巨基、陳偉霆、阮小儀、陳茵媺

### 第19屆（2010年，最後一屆）
TVB兒童節2010

主題：抱抱藝術，親親世界

TVB兒童節大使：馬賽、王祖藍、鄧永健、樂瞳

## 外部連結
- TVB兒童節2000
- TVB兒童節2001
- TVB兒童節2002
- TVB兒童節2003
- TVB兒童節2004
- TVB兒童節2005
- TVB兒童節2006（页面存档备份，存于）
- TVB兒童節2007（页面存档备份，存于）
- TVB兒童節2008（页面存档备份，存于）
- TVB兒童節2009（页面存档备份，存于）
- TVB兒童節2010（页面存档备份，存于）